# ATI Radeon HD 3000
ATI Radeon HD 3000 je řada grafických karet americké společnosti AMD postavená na technologiích jádra R680 (pouze z něj vycházely při vývoji), která byla představena Q2 2008. Používá 55nm technologie stejně jako řada Radeon HD 4000, ale s menší hustotou tranzistorů. Použité jádro "R680" je upravené jádro R600. Menší 55nm proces (die-shrink), oproti 80nm u R600 a 65nm u dalších jader. Byly vydány verze R680, RV670, RV635 a RV620. R680 je označení pro nejvyšší modely HD 3870 X2 a HD 3850 X2, které mají na sobě 2xRV670 jádra. Umisťují se do slotu PCI-E 1.1 16x (je kompatibilní s verzí 2.0). Podporují DirectX 10.1, Shader model 4.1 a OpenGL 3.0. Jména pro grafické karty se volí podle vzoru Radeon HD 3xx0, například HD 3450, HD 3650, HD 3850, atd.

## Popis

### PCB
Na PCB najdeme GPU variantu R680, grafickou paměť DDR2 – GDDR4, napájecí obvody, výstupy (DVI, HDMI, …), sběrnici PCI-Express pro komunikaci se základní deskou a další součástky.
- Grafický čip R680
  - Čip obsahuje 5D unifikované shadery, ROPs a TMUs jednotky, řadič paměti a další součásti.
  - Vyráběný u TSMC.

### Podpora
Podporuje DirectX 10.1, Shader model 4.1 a OpenGL 3.0. A umisťuje se do slotu PCI-E 1.1 16x (je kompatibilní s verzí 2.0). Dále podporuje CrossFireX, který umožňuje zapojení až 4 čipů a teoreticky zvýšení výkonu až 4×, ale běžně to je zhruba do 2,5×.

### Obchodní trh
AMD se s touto řadou začala věnovat více poměru ceny/výkon a agresivnější cenové politice. Přestala se při vývoji soustřeďovat na velká monolitická jádra, která nahrazovala jádry pro střední segment trhu, a ty spojuje na jednom PCB technologií CrossFireX. Začala se i více soustřeďovat na určité ceny kvůli maximální poptávce.

### Modely
- Nižší třída
  - HD 3450
  - HD 3470
- Střední třída
  - HD 3650
- Vyšší střední třída
  - HD 3850
  - HD 3870
- Nejvyšší třída
  - HD 3850 X2
  - HD 3870 X2

## Řady

### HD 34x0
Grafiky určené do HTPC a kanceláří, případně na nenáročné hraní starších her. Kvůli stavbě čipu nepodává velký 3D výkon, přesto stačí na akceleraci videí a zobrazování standardních 2D/3D scén. Čip RV620 obsahuje 40 5D unifikovaných shaderů, dále 4 TMUs jednotky a 4 ROPs jednotky. Kvůli limitu 64bitové sběrnice a propustnosti nelze čekat vysoký výkon paměťové části. Výrobci dávají jak pasivní, tak aktivní chladiče, pro udržení spotřeby do 50 W. Dodává se buď s 256 nebo 512 MB paměti. Hlavní rozdíl mezi HD 3450 a HD 3470 je v použitých pamětech DDR2/GDDR3 a frekvencích.

### HD 3600
Řada mířená do střední/nižší třídy. Patří sem HD 3650 a HD 3670. Výkon je dostačující pro nenáročné hraní moderních titulů. Čip RV635 obsahuje 120 5D unifikovaných shaderů, dále 8 TMUs jednotek a 4 ROPs jednotky. Najdete zde méně limitující 128bitové sběrnici, na výkon čipu stačí bohatě. Výrobci dávají, jak pasivní, tak aktivní chladiče a to díky spotřebě do 75 W. Dodává se buďto s 256 nebo 512 MB paměti.

### HD 3800
Řada střední/vyšší třída, která dostačuje výkonem na většinu potřeb náročných lidí. Čip a návrh karty je stavěn pro vysoký výkon, potřebný pro zapnutí Anti-aliasing (vyhlazování hran), vysokou kvalitu textur a další. Mezi jednočipovými grafikami je to nejvyšší řada. Čip RV670 obsahuje 320 5D unifikovaných shaderů, dále 16 nebo 16 TMUs jednotek a 16 ROPs jednotky. 256bitové sběrnici sekunduje buďto GDDR3 nebo GDDR4. Výrobci dávají pouze aktivní (v nezatíženém stavu může běžet pouze na pasivní chlazení) chladiče. Spotřeba je od 100 do 190 W podle daného modelu. Dodává se buďto s 265 MB nebo 1 GB paměti.

### HD 3800 X2
Nejvyšší řada a taky nejvýkonnější. Jde o zapojení buď HD 3850 nebo HD 3870 do CrossFireX na jednom PCB (tištěném spoji), díky čemuž může dosahovat až 2× většího výkonu než jedna HD 3850 nebo HD 3870. Dodává se s 1 (2 × 256) nebo 2 (2 × 512) MB paměti. Na kartě jsou 2 čipy a ty obsahují 640 (2 × 320) 5D unifikovaných shaderů, dále 32 (2 × 16) TMUs jednotek a 32 (2 × 16) ROPs jednotky. 256bitové sběrnici sekunduje buďto GDDR3 nebo GDDR4. Každý čip má vlastní paměť. Výrobci dávají pouze aktivní chladiče. Spotřeba je 270 W.